# Mesaphorura tenuisensillata
Mesaphorura tenuisensillata är en urinsektsart som beskrevs av Josef Rusek 1974. Mesaphorura tenuisensillata ingår i släktet Mesaphorura, och familjen blekhoppstjärtar. Arten är reproducerande i Sverige.